# Pterina
La pterina è un composto organico aromatico eterociclico.
Rappresenta una delle tre porzioni che, assieme al glutammato e al para-amminobenzoico, formano il folato (vitamina B9).